# Risodins
Els risodins (Rhysodinae) són una subfamília de coleòpters adèfags de la família Carabidae. Conté els següents gèneres:
- Arrowina R.T. & J.R. Bell, 1978
- Clinidium Kirby, 1830
- Dhysores Grouvelle, 1903
- Grouvellina R.T. & J.R. Bell, 1978
- Kaveinga R.T. & J.R. Bell, 1978
- Kupeus R.T. & J.R. Bell, 1982
- Leoglymmius R.T. & J.R. Bell, 1978
- Medisores R.T. & J.R. Bell, 1987
- Neodhysores R.T. & J.R. Bell, 1978
- Omoglymmius Ganglbauer, 1891
- Plesioglymmius R.T. & J.R. Bell, 1978
- Rhysodes Dalman, 1823
- Rhyzodiastes Grouvelle, 1903
- Shyrodes Grouvelle, 1903
- Sloanoglymmius R.T. & J.R. Bell, 1991
- Srimara R.T. & J.R. Bell, 1978
- Tangarona R.T. & J.R. Bell, 1982
- Xhosores R.T. & J.R. Bell, 1978
- Yamatosa R.T. & J.R. Bell, 1979